# Gabriel-Jules Thomas
Gabriel-Jules Thomas (Parijs, 10 september 1824 - Parijs, 8 maart 1905) was een Franse beeldhouwer die vooral in Parijs actief was.

## Biografie
Thomas studeerde aan de École nationale supérieure des beaux-arts en de Académie de France à Rome. In 1848 won hij de Prix de Rome met zijn ronde-bosse Philoctetes voor het beleg van Troje.
In 1875 werd hij lid van de Académie des beaux-arts en werd hij professor aan de École des Beaux-Arts.
Op 5 april 1903 werd Thomas benoemd tot commandeur in het Legioen van Eer.

## Werken
Bekende werken van Thomas zijn o.a. Orpheus (1855), Virgilius (1861) en l'Adolescence (1903). Verder heeft Thomas ook een bijdrage geleverd aan de gevel van de Opéra Garnier en de Gare du Nord.

## Galerij

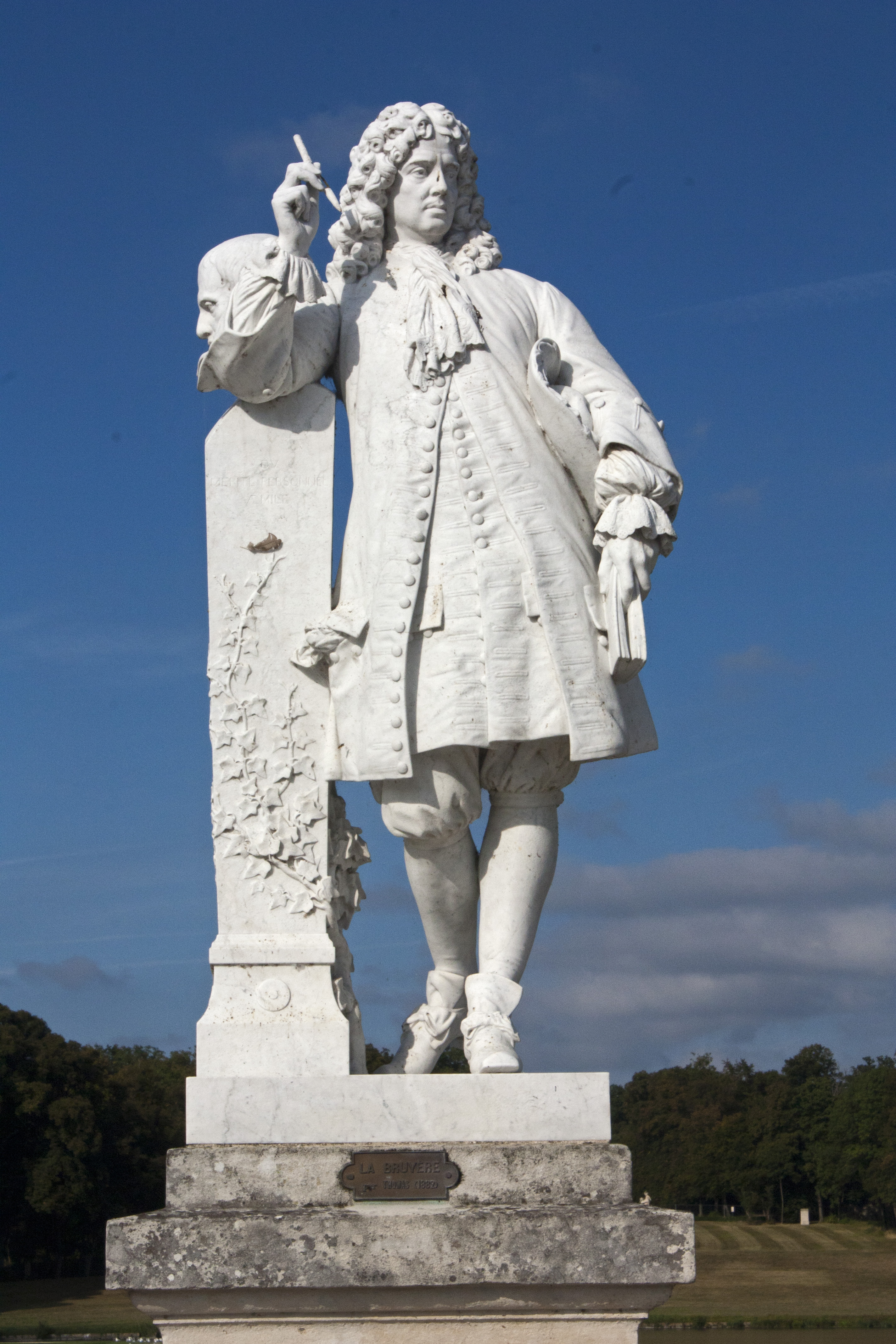
La Bruyère (1882)
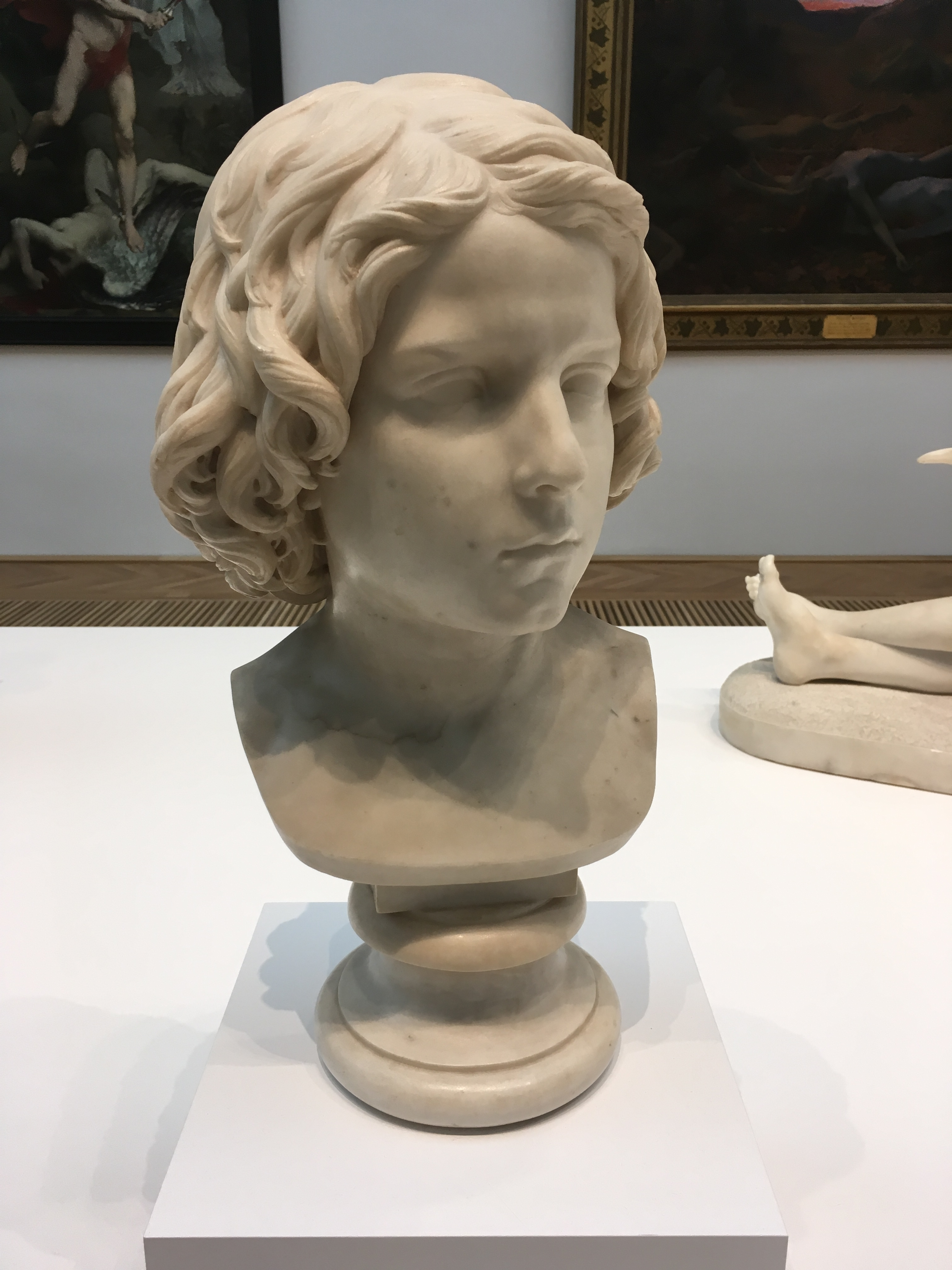
Attila (1850)
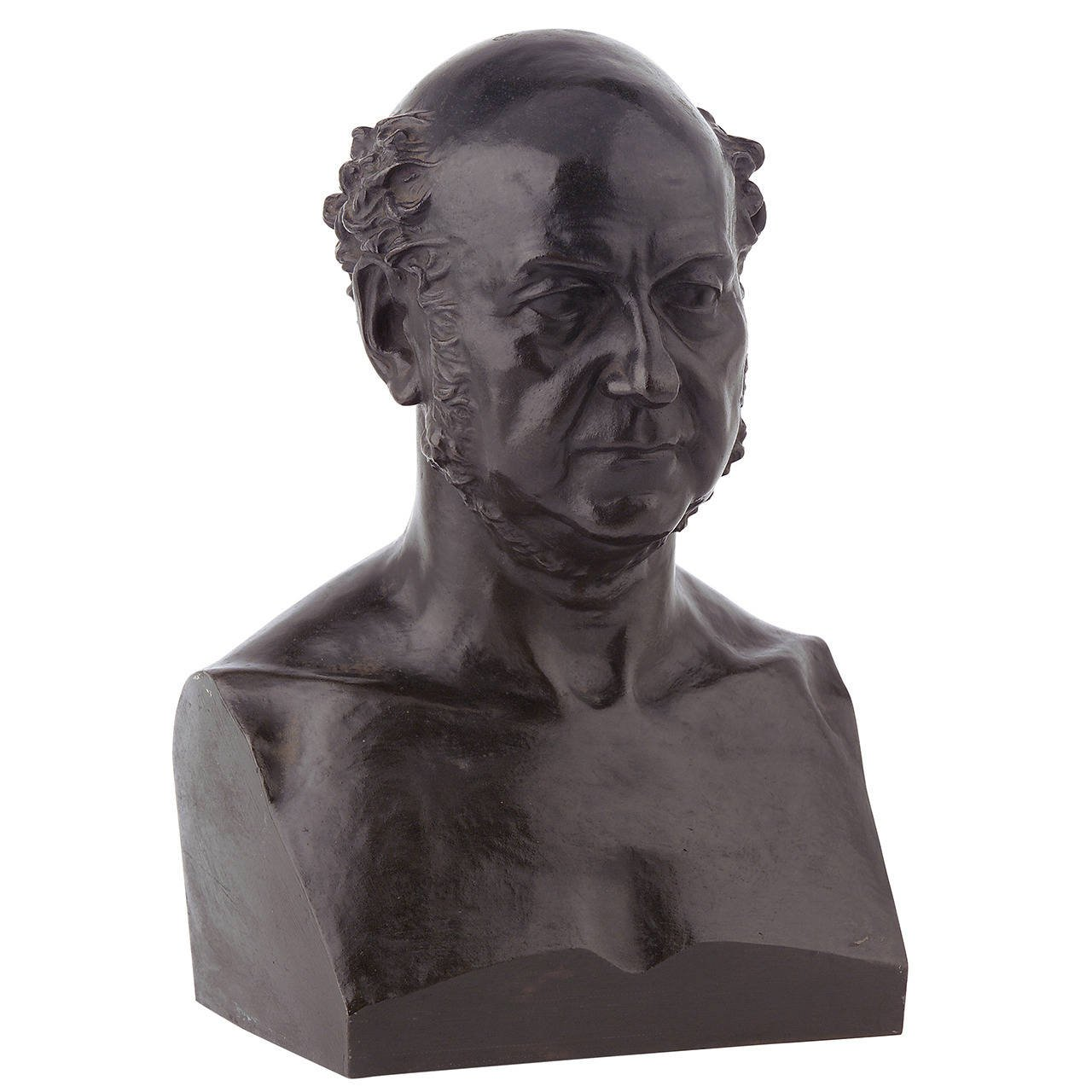
Prosper Goubaux (1857)